# Ernst August II. von Hannover

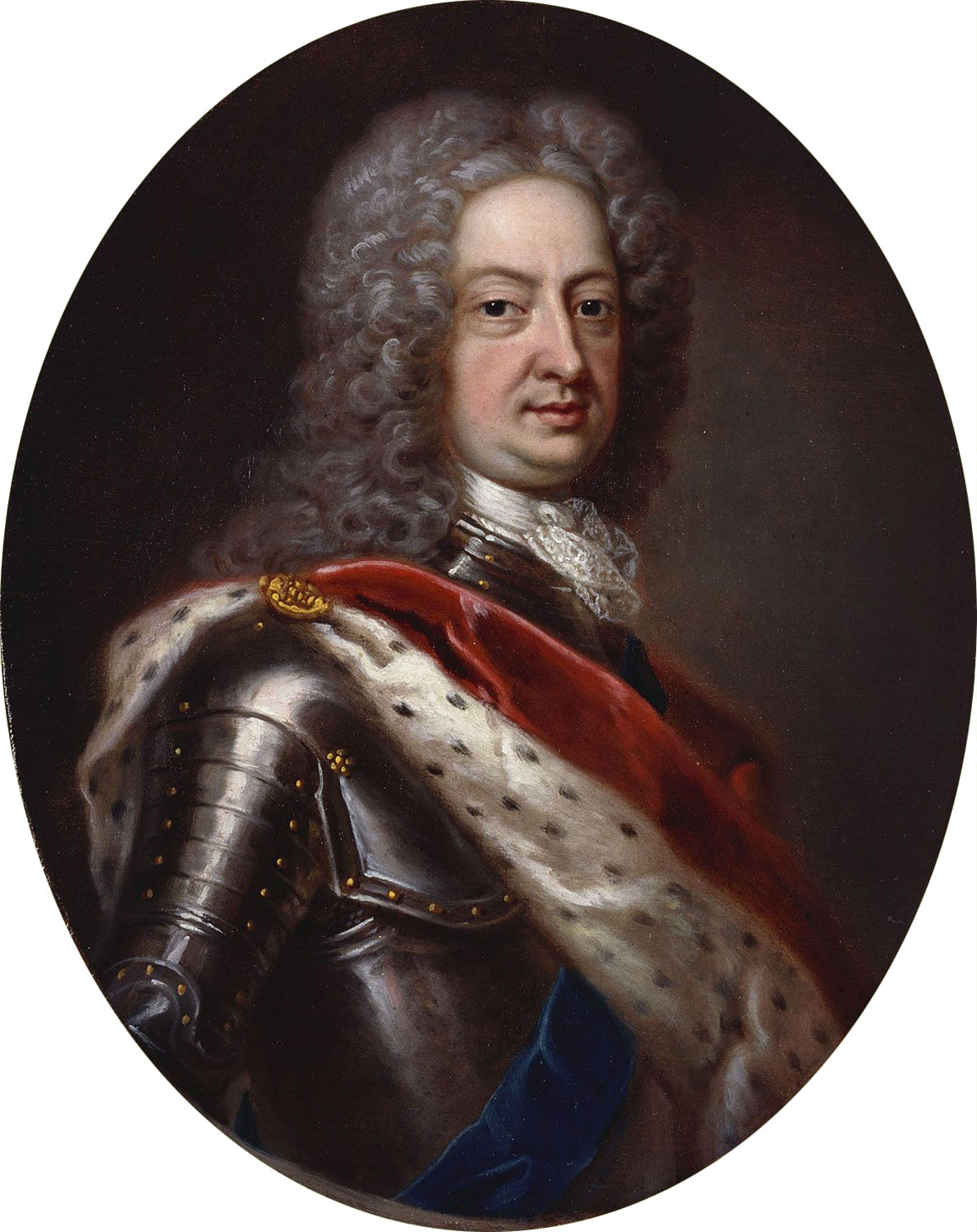
Ernst August, Fürstbischof von Osnabrück

Ernst August II., Herzog zu Braunschweig-Lüneburg, Duke of York and Albany, KG (englisch Ernest Augustus, Duke of York and Albany, * 17. September 1674 in Osnabrück; † 14. August 1728 ebenda) war ein Prinz aus dem Haus Hannover und als Fürstbischof von Osnabrück ein Reichsfürst des Heiligen Römischen Reiches.

## Leben
Ernst August war der jüngste Sohn von Ernst August, Herzog von Braunschweig-Calenberg, und Sophie von der Pfalz. Sein Vater wurde 1692 zum Kurfürsten erhoben und hatte hierzu 1684 die Primogenitur eingeführt, weshalb bei dessen Tod 1698 alle seine Titel und Ländereien an Ernst Augusts ältesten Bruder Georg fielen. Im Gegensatz zu seinen vier älteren Brüdern hatte Ernst August sich nie dem Übergang von der Erbteilung zur Primogenitur widersetzt und bewahrte daher ein gutes Verhältnis zu seinem ältesten Bruder.
Nachdem er seine Ausbildung mit einer Grand Tour nach Amsterdam und Versailles abgeschlossen hatte, trat er ins Militär ein und kämpfte auf der Seite Kaiser Leopold I. im Pfälzischen Erbfolgekrieg (1688–1697) in der Schlacht bei Neerwinden (1693) und im Spanischen Erbfolgekrieg (1701–1714) bei der Belagerung von Lille (1708).
Als 1714 sein Bruder Georg auch König von Großbritannien wurde und nach England reiste, übernahm Ernst August als Vorsitzender des Kronrates während dessen Ortsabwesenheit die Regentschaft im Kurfürstentum Hannover. Während eines Besuchs in England erhob ihn sein Bruder am 3. Juli 1716 zum Ritter des Hosenbandordens und zwei Tage später zum Duke of York and Albany und Earl of Ulster.
Nachdem Ende 1715 der Kurfürst-Erzbischof von Trier Karl III. Joseph von Lothringen gestorben war, wurde Ernst August am 2. März 1716 als lutherischer Fürstbischof des Hochstift Osnabrück eingesetzt, der gemäß dem Westfälischen Frieden immer abwechselnd an einen Katholiken und einen Lutheraner gehen musste. Im Gegensatz zu seinem Vorgänger übernahm er auch die aktive Regierungstätigkeit im Hochstift und geriet dadurch häufig in Konflikte mit den Domherren dieses konfessionell gespaltenen Bistums. Er betrieb eine merkantilistische Politik und förderte aus eigenen Mitteln die einheimische Industrie wie Kohlen-, Erz- und Salzgewinnung, so auch den Steinkohlenbergbau in Hilter am Teutoburger Wald.
Ernst August blieb unverheiratet. Seine Korrespondenz mit Johann Franz von Wendt (1678–1740), dem Vater der Amalie Sophie von Wallmoden, wurde als Beweis für ein homosexuelles Verhältnis gedeutet.
Ernst August starb ein Jahr nach seinem königlichen Bruder, wie dieser im Osnabrücker Schloss, und wurde ebenfalls in der Kapelle des Leineschlosses in Hannover beigesetzt. Der Sarkophag wurde nach dem Zweiten Weltkrieg in das Welfenmausoleum im Berggarten in Herrenhausen überführt, zusammen mit dem seines Bruders Georg I. und denen der Eltern.

## Ahnentafel
| Ahnentafel Herzog Ernst August II.  | Ahnentafel Herzog Ernst August II.                                                                          | Ahnentafel Herzog Ernst August II.                                                                          | Ahnentafel Herzog Ernst August II.                                                                          | Ahnentafel Herzog Ernst August II.                                                                          | Ahnentafel Herzog Ernst August II.                                                                          | Ahnentafel Herzog Ernst August II.                                                                          | Ahnentafel Herzog Ernst August II.                                                                          | Ahnentafel Herzog Ernst August II.                                                                          |
| ----------------------------------- | --- | --- | --- | --- | --- | --- | --- | --- |
| Urgroßeltern                        | Herzog Wilhelm d. J. von Braunschweig-Lüneburg (1535–1592) ⚭ 1561 Dorothea von Dänemark (1546–1617)         | Herzog Wilhelm d. J. von Braunschweig-Lüneburg (1535–1592) ⚭ 1561 Dorothea von Dänemark (1546–1617)         | Landgraf Ludwig V. von Hessen-Darmstadt (1577–1626) ⚭ 1598 Madgalena von Brandenburg (1582–1616)            | Landgraf Ludwig V. von Hessen-Darmstadt (1577–1626) ⚭ 1598 Madgalena von Brandenburg (1582–1616)            | Kurfürst Friedrich IV. von der Pfalz (1574–1610) ⚭ 1593 Luise Juliana von Oranien-Nassau (1576–1644)        | Kurfürst Friedrich IV. von der Pfalz (1574–1610) ⚭ 1593 Luise Juliana von Oranien-Nassau (1576–1644)        | König Jakob I. von England (1566–1625) ⚭ 1589 Anna von Dänemark (1574–1619)                                 | König Jakob I. von England (1566–1625) ⚭ 1589 Anna von Dänemark (1574–1619)                                 |
| Großeltern                          | Herzog Georg von Braunschweig-Calenberg (1582–1641) ⚭ 1617 Anna Eleonore von Hessen-Darmstadt (1601–1659)   | Herzog Georg von Braunschweig-Calenberg (1582–1641) ⚭ 1617 Anna Eleonore von Hessen-Darmstadt (1601–1659)   | Herzog Georg von Braunschweig-Calenberg (1582–1641) ⚭ 1617 Anna Eleonore von Hessen-Darmstadt (1601–1659)   | Herzog Georg von Braunschweig-Calenberg (1582–1641) ⚭ 1617 Anna Eleonore von Hessen-Darmstadt (1601–1659)   | Kurfürst Friedrich V. von der Pfalz (1596–1632) Winterkönig ⚭ 1612 Elisabeth Stuart (1596–1662)             | Kurfürst Friedrich V. von der Pfalz (1596–1632) Winterkönig ⚭ 1612 Elisabeth Stuart (1596–1662)             | Kurfürst Friedrich V. von der Pfalz (1596–1632) Winterkönig ⚭ 1612 Elisabeth Stuart (1596–1662)             | Kurfürst Friedrich V. von der Pfalz (1596–1632) Winterkönig ⚭ 1612 Elisabeth Stuart (1596–1662)             |
| Eltern                              | Herzog/Kurfürst Ernst August von Braunschweig-Calenberg (1629–1698) ⚭ 1658 Sophie von der Pfalz (1630–1714) | Herzog/Kurfürst Ernst August von Braunschweig-Calenberg (1629–1698) ⚭ 1658 Sophie von der Pfalz (1630–1714) | Herzog/Kurfürst Ernst August von Braunschweig-Calenberg (1629–1698) ⚭ 1658 Sophie von der Pfalz (1630–1714) | Herzog/Kurfürst Ernst August von Braunschweig-Calenberg (1629–1698) ⚭ 1658 Sophie von der Pfalz (1630–1714) | Herzog/Kurfürst Ernst August von Braunschweig-Calenberg (1629–1698) ⚭ 1658 Sophie von der Pfalz (1630–1714) | Herzog/Kurfürst Ernst August von Braunschweig-Calenberg (1629–1698) ⚭ 1658 Sophie von der Pfalz (1630–1714) | Herzog/Kurfürst Ernst August von Braunschweig-Calenberg (1629–1698) ⚭ 1658 Sophie von der Pfalz (1630–1714) | Herzog/Kurfürst Ernst August von Braunschweig-Calenberg (1629–1698) ⚭ 1658 Sophie von der Pfalz (1630–1714) |
| Herzog Ernst August II. (1674–1728) | | | | | | | | |